# امیرایوب
امیرایوب (انصار)، روستایی از توابع شهرستان رستم در استان فارس ایران است.

## جمعیت
این روستا در دهستان پشتکوه رستم قرار دارد و براساس سرشماری مرکز آمار ایران در سال ۱۳۸۵، جمعیت آن ۲۴۶ نفر (۵۸خانوار) بوده‌است.